# دهستان دشتابی شرقی
دهستان دشتابی شرقی نام دهستانی در بخش دشتابی شهرستان بوئین‌زهرا، استان قزوین در ایران است. براساس سرشماری مرکز آمار ایران در سال ۱۳۸۵، جمعیت آن ۹٬۵۵۴ نفر (۲٬۲۴۷  خانوار) بوده‌است.